# Alberto Buoncristiani
Alberto Buoncristiani (XIV secolo – 1431) è stato un vescovo cattolico italiano.

## Biografia
Alberto Buoncristiani, fiorentino, fu frate dell'Ordine dei Servi di Maria.
Il 5 aprile 1413 divenne vescovo di Forlì, carica che tenne fino al 27 aprile 1418, quando fu nominato vescovo di Comacchio, scambiandosi la sede con Giovanni Strata. Mantenne tale carica fino alla morte.
"La nomina di fra Alberto Buoncristiani, appartenente all'Ordine dei Servi di Maria, particolarmente caro ai Forlivesi soprattutto per l'appartenenza allo stesso del b. Pellegrino, appare come un tentativo di Giovanni XXIII per scuotere la fedeltà di Forlì a papa Gregorio XII, anche se era risaputo che il nuovo vescovo non sarebbe comunque risultato gradito a Giorgio Ordelaffi, signore della città".
Come vescovo di Forlì prese parte attivamente al Concilio di Costanza, dove tenne un sermone 
sul tema Livore eius sanati sumus.